# Petar Kočić
Petar Kočić (en serbe cyrillique : Петар Кочић) né le 29 juin 1877 à Stričići près de Banja Luka, en Bosnie-Herzégovine, et mort le 27 août 1916 à Belgrade, est un écrivain serbe.

## Biographie
Petar Kočić né en 1877. Son père Jovan-Gerasim, qui était prêtre, prend la bure au monastère de Gomionica et sa mère décède en 1879.
En 1891, il achève ses études primaires à Banja Luka et s’inscrit au lycée de Sarajevo. En 1895, il est exclu de ce lycée pour avoir exposé publiquement ses sentiments nationaux et part à Belgrade où il poursuit ses études. En 1899, il réussit son examen de « maturité » et, à l’automne, s’inscrit en slavistique à l’université de Vienne. En 1902, il publie S planine i ispod planine [De la montagne et au pied de la montagne], son premier recueil de nouvelles.
Ses études terminées à Vienne, il rentre au pays en 1904 et publie un nouveau recueil de nouvelles S planine i ispod planine II qui inclut la pièce dramatique Jazavac pred sudom [Le blaireau devant le tribunal].
Au terme de longs préparatifs, il lance en 1907 le journal Otadžbina [La Patrie] à Banja Luka. Du fait de ses activités politiques et journalistiques, il est condamné comme opposant à l’Autriche-Hongrie, d’abord à huit, puis à quinze mois d’emprisonnement. Au terme d’une année complète de détention, il est libéré à la suite de l’amnistie générale impériale décrétée le 6 décembre 1908.
En 1910, il lance à Banja Luka une revue politique et sociale Razvitak [Le Développement] qui, après six numéros, cessera sa parution. Il part à Sarajevo où il est élu au Sabor (l’Assemblée) de Bosnie-Herzégovine. À Zagreb est publié un nouveau livre Jauci sa Zmijanja [Les Plaintes de Zmijanje].

Il commence à souffrir de paralysie progressive et, au début de 1914, il part à Belgrade pour y être placé en hôpital psychiatrique ; il y restera jusqu’à son décès le 29 ou le 27 août 1916.

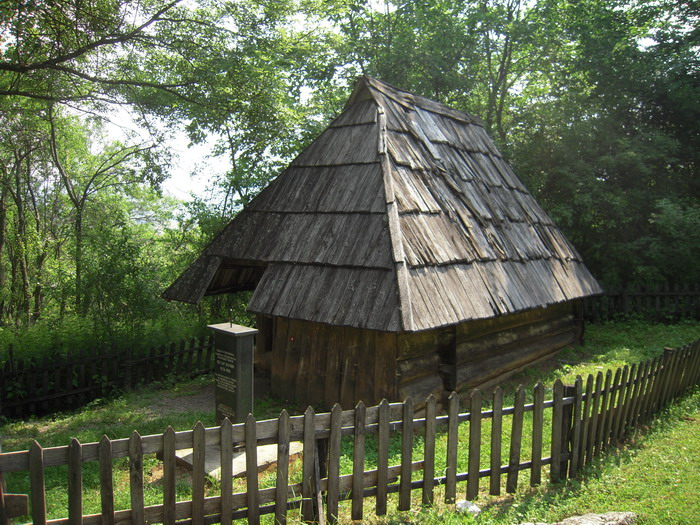
La maison natale de Petar Kočić à Stričići

Petar Kočić est enterré dans l'« Allée des grands hommes » du Nouveau cimetière de Belgrade.

## Œuvres
Pièce dramatique :
- Jazavac pred sudom [Le Blaireau devant le tribunal,1904

Contes et nouvelles :
- S planine i ispod planine [De la montagne et au pied de la montagne], volume I, 1902
- S planine i ispod planine, volume II, 1904
- S planine i ispod planine, volume III, 1905
- Jauci sa Zmijanja [Les Complaintes de Zmijanje], 1910
- Sudanija [Justiciade], 1911